# Pidigan
Pidigan é um município de  quinta classe de renda municipal (d) na província Abra, nas Filipinas. De acordo com o censo de 1 de maio  de  2020 possui uma população de 12 475 pessoas e 3 004 domicílios.